# Lepidodexia mexicana
Lepidodexia mexicana är en tvåvingeart som beskrevs av Guilherme A.M.Lopes 1985. Lepidodexia mexicana ingår i släktet Lepidodexia och familjen köttflugor. Inga underarter finns listade i Catalogue of Life.